# Металург (стадіон, Дніпро)
«Металург» — стадіон у місті Дніпрі (до 1949 року — «Сталь»), що існував до 2005 року, поки його не було зруйновано і на його місці не збудували «Дніпро-Арену». Місткість: 30 000 глядачів. Відкритий — 1939. Був домашнім стадіоном ФК «Сталь» та ФК «Металург».

## Історія
У тридцяті роки минулого століття в Дніпрі було кілька невеликих стадіонів. Головним вважався «Динамо», що розташовувався поруч із парком імені Т. Г. Шевченка. Але він не міг умістити всіх охочих подивитися цікаві матчі. Старе міське кладовище в центрі міста, до того ж закрите, уже давно муляло очі місцевій владі великою кількістю православних хрестів, тому місце для нової спортивної арени довго шукати не довелося.
Стадіон «Сталь» (з 1949 р — «Металург») споруджувався швидкими темпами й був уведений в експлуатацію 1939-го року. На трьох трибунах могли розміститися близько 30 тисяч глядачів. Надалі стадіон так і не «округлили». Четверту трибуну передбачалося добудувати пізніше. Існувало декілька проектів, але не один з них так і не було втілено в життя. На відкриття стадіону прийшли понад 25 тисяч глядачів — такого скупчення народу в одному місці Дніпропетровськ іще не бачив. Уболівальники стали свідками матчу між місцевою «Сталлю» й законодавцем мод радянського футболу тієї епохи — московським «Динамо». Підсумок зустрічі був цілком закономірним — 4:2 на користь іменитих гостей. Свій перший офіційний матч дніпропетровська «Сталь» на новому стадіоні провела 6 серпня. У рамках 1/16 фіналу Кубка СРСР господарі поступилися 0:1 ленінградському «Сталінцю».
Пізніше на цьому стадіоні було проведено сотні матчів. Гостями дніпропетровських футболістів були команди з усіх республік СРСР, а також зарубіжні команди з Фінляндії, Польщі, Румунії, Австрії та інших країн. Але найбільш знаковим матчем в історії стадіону став, безумовно, чвертьфінал Кубка СРСР у 1954 році, коли 22 вересня дніпропетровський «Металург» в додатковий час з рахунком 2:1 переграв СКА з Ленінграда. За підсумками гри команда вперше в історії пробилася до квартету півфіналістів турніру.
У 1962 році головна футбольна команда міста не тільки змінила назву «Металург» на «Дніпро», але й перейшла з балансу заводу імені Петровського під юрисдикцію Південного машинобудівного. Стадіон же залишався власністю Петрівки, тому цілком логічно, що на Південмаші задумалися про зведення своєї арени. Відкриття «Метеора» відбулося 30 серпня 1966 року, а свій останній матч у чемпіонаті країни на стадіоні «Металург» «Дніпро» провів 10 серпня. Прощання вийшло невеселим — поразка від СКА (Київ) 2:3. А ще місяцем раніше (1 липня) на «Металурзі» відбувся останній міжнародний матч — «Дніпро» — «Гурник» (Катовіце) 4:1.
Після цього стадіон «Металург» утратив своє спортивне значення. Там виступали дублери, грала жіноча команда «Дніпро», проводили свої матчі ветерани, але все це не могло привернути до стадіону тієї уваги, яка була два з половиною попередніх десятиліття. Навесні 1978-го року керівники клубу вирішили поберегти газон «Метеора» й перший матч 1/16 фіналу Кубка СРСР проти СКА (Одеси) провели на старому стадіоні.
У 90-ті навколо поля розпочали кипіти торгові пристрасті. Стадіон заповнився «човниками» й перетворився на речовий ринок. Про футбол тут стали забувати, поки керівництво «Дніпра» не звернуло погляд на старий стадіон. У новому проекті від нього залишилися лише центральні вхідні ворота.